# 數碼寶貝BEATBREAK
《數碼寶貝BEATBREAK》，于2025年10月5日起，每周日09:00-09:30（UTC+9）在富士电视台系列播映的电视动画，是數碼寶貝電視動畫系列的第十作。

## 剧情
从人类的思想和情感诞生的「e-脉冲」（e-Pulse），被作为AI辅助设备「辅助蛋」（Sapotama）的能量源被运用。在社会获得显著发展的背后，恐怖的怪物出现了。吞噬e-脉冲进化的生命体「数码兽」。天马智郎因与突然从辅助蛋中现身的壁虎兽相遇，被卷入了非日常的世界。在与以赚取赏金为生计的「黄金黎明」（Golden Dawn）团队的泽城京等人共同生活的过程中，天马智郎重新下定了决心。人类与数码兽将共同描绘的全新未来究竟是什么……

## 概要
2025年3月20日「数码宝贝大会2025」（DIGIMON CON 2025）宣布制作决定。9月20日-9月21日「数码宝贝博览会'25」（DIGIMON EXPO'25）进行「第1话全球首映会＆第1话上映会附制作人员座谈会」（第1話世界最速上映会＆第1話上映会付きスタッフ座談会）等活动。

## 登场角色

### 黄金黎明（主角群）
天马智郎（Tenma Tomoro）
配音：入野自由（日本）
生日1月20日，15岁，高中一年级学生。愤世嫉俗。受哥哥影响，常拿鼓棒打节奏。为了某目的加入「黄金黎明」。
咲夜玲奈（Sakuya Reina）
配音：黑澤朋世（日本）
生日5月7日，16岁，「黄金黎明」的先锋。负责在最前线引出敌人。为了打破战局，经常因耗尽「e-脉冲」而崩溃。
久远寺诚（Kuonji Makoto）
配音：關根有咲（日本）
生日9月10日，10岁，「黄金黎明」的分析师，负责「所有麻烦的事情」。性格严肃，但有时会对人说话不留情面。
泽城京（Sawashiro Kyo）
配音：阿座上洋平（日本）
生日11月11日，22岁，「黄金黎明」的队长。有最强实力的天才「清道夫」。将伙伴们称为「家人」，悉心照料他们。

### 主角群搭档数码兽
壁虎兽（Gekkomon）
配音：潘惠美（日本）
天马智郎的搭档数码兽。总是感到饥饿，并专注于优先填补自己的食欲。凡事都喜欢插手，做事不假思索。
成长期，爬虫类型，数据种。
原始兽（Pristimon）
配音：田村睦心（日本）
咲夜玲奈的搭档数码兽。虽然外形像浣熊，但性格像个大姐头。从小就和玲奈一起成长，如同家人一般。
成长期，玩偶型，疫苗种。
翼手兽（Chiropmon）
配音：久野美咲（日本）
久远寺诚的搭档数码兽。具有御宅族气质，想知道的事不去确认就不安心。习惯自言自语般地小声嘟囔。
成长期，哺乳类型，病毒种。
村雨兽（Murasamemon）
配音：濱野大輝（日本）
泽城京的搭档数码兽。战斗时有压倒性的力量，平时保持着完全体阶段，但睡觉时会退化为成熟期阶段。
完全体，兽人型，病毒种。
進化順序：
美洲狮兽（Cougarmon）
成熟期。

## 特别用语
清道夫（Cleaner）
以抓捕赏金对象、解决数码兽事件为目标的赏金猎人。
黄金黎明（Golden Dawn）
作为赏金猎人而崭露头角的清道夫团队，队长是泽城京。
光滨市（Hikarigahama City）
时间线设定为2050年，以日本东京都为原型的大都会。

## 重要代表物件
e-脉冲（e-Pulse）
人类思想和情感的能量。质量和强度因人而异，也会随着身体和精神状态的变化而变化。
辅助蛋（Sapotama）
以e-脉冲为能量源驱动的搭载辅助AI的蛋型设备。形成广泛普及和人均持有的社会体系。

## 作品中出现的实物和地名

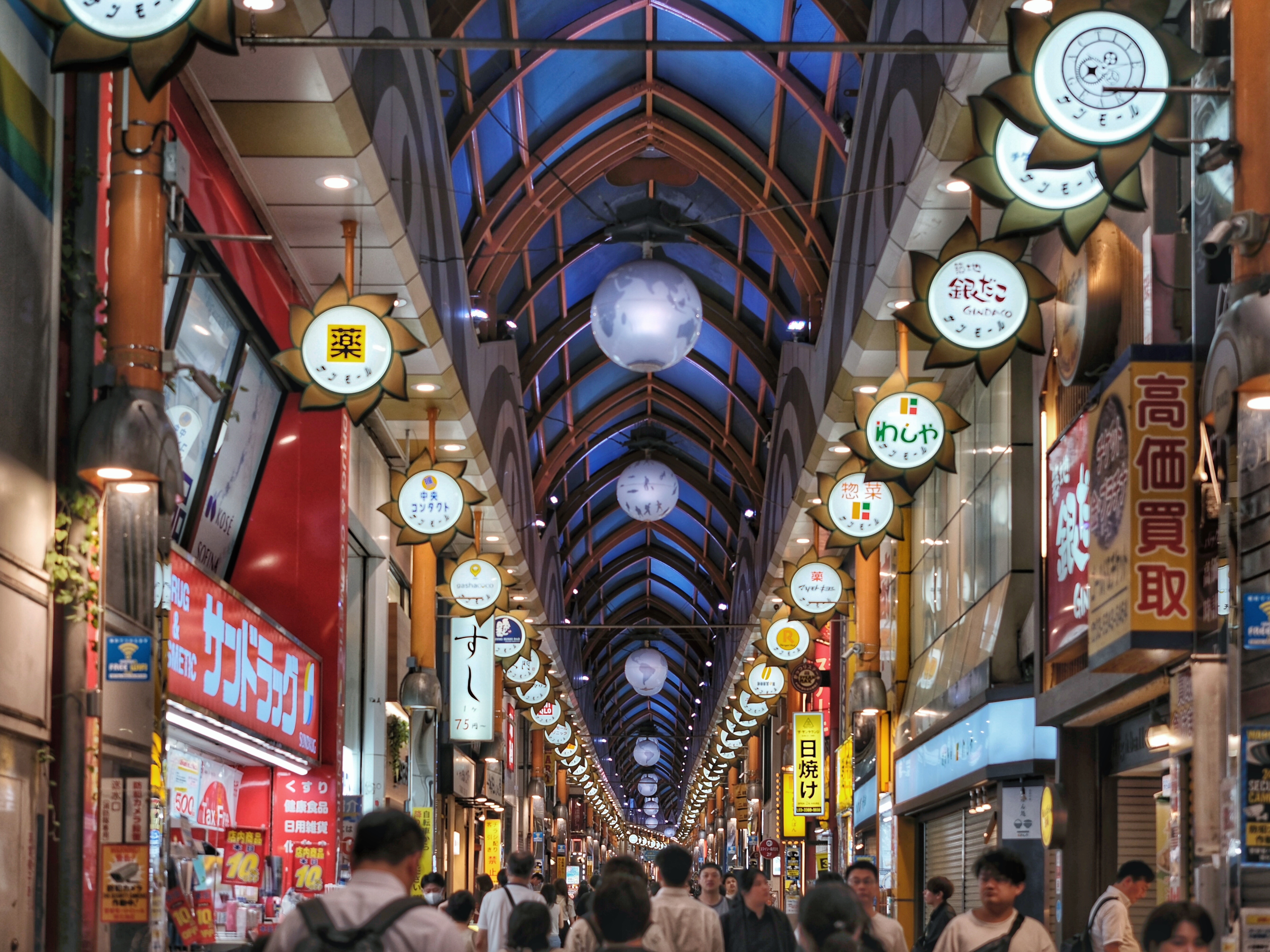
中野太阳购物中心商店街

- 中野太阳购物中心商店街

## 制作人员
- 原案：本乡昭由
- 制作人：前田泰成（富士电视台）、佐川直子（读卖广告社）、横溝真結美（读卖广告社）、櫻田博之（东映动画）、高田伸治（东映动画）
- 系列监督：宮元宏彰
- 系列构成：山口亮太
- 角色设计：小島隆寬
- 数码兽设计：渡边健史
- 动画数码兽设计：浅沼昭弘
- 总作画监督：諸葛子敬
- 美术监督：神綾香（Studio Pablo）
- 色彩设计：横山佐代子
- CG监督：大曾根悠介
- 摄影监督：石山智之
- 編集：西村英一
- 音乐：桶狹間有沙
- 动画制作：东映动画
- 制作：富士电视台、读卖广告社、东映动画

## 播放电视台
| 富士电视台 星期日 09:00-09:30（UTC+9）節目 | 富士电视台 星期日 09:00-09:30（UTC+9）節目 | 富士电视台 星期日 09:00-09:30（UTC+9）節目 |
| ------------------------------------------ | ------------------------------------------ | ------------------------------------------ |
|                                            | 數碼寶貝BEATBREAK （2025年10月5日-）       |                                            |
| 鬼太郎 我所愛的歷代咯咯咯                  | —                                          |                                            |

## 注解
1. ↑  「数码宝贝大会」（DIGIMON CON）是由萬代于2022年起举办，每年举办一次。旨在让全世界数码宝贝系列粉丝都能乐在其中的大型網路直播，是以「数码宝贝相关娱乐的综合性祭典」为目标，能够享受跨媒體製作的活动。
2. ↑  「数码宝贝博览会'25」（DIGIMON EXPO'25）是由东映动画和萬代于2025年9月20日-9月21日在東京巨蛋城棱镜大厅联合举办的大型线下主题活动，是以各种「数码宝贝」的集结，涵盖动画、游戏、卡片、周边等内容。
3. ↑  2025年9月20日18:30-20:00（UTC+9）进行「第1话全球首映会」（第1話世界最速上映会），9月21日15:00-16:00（UTC+9）进行「第1话上映会附制作人员座谈会」（第1話上映会付きスタッフ座談会）。

## 外部連結
- 东映动画 Digimon Anime Portal 官网（页面存档备份，存于）（日語）（英文）
- 东映动画 Digimon Beatbreak 官网（页面存档备份，存于）（日語）（英文）
- Digimon Anime的TikTok（日語）
- Digimon Anime Series【官方】的X（前Twitter）（日語）
- 动画「Digimon Beatbreak」官方的X（前Twitter）（日語）